# Ebba Thomsen
Ebba Ove Thomsen (3. maj 1887 i København – 18. december 1973 smst) var en dansk skuespillerinde under stumfilmens storhedstid. Ebba Thomsen var bedst kendt for sin roller som den elegante dame, der spillede overfor den danske stumfilmsstjerne Valdemar Psilander.

## Biografi
Ebba Thomsen blev født i København som datter af en af tidens førende modeskabere. Hun debuterede på Det Ny Teater i 1910 og begyndte at indspille film i 1912 hos Nordisk Film. Fra starten til de tidlige 1920'erne var hun en af tidens mest brugte skuespillerinder og optrådte i omkring 75 film – størstedelen som hoverolleindehaver. Hun opnåede filmstjernestatus i Danmark, om arbejdede med Nordisk Films største mandlige filmstjerne Valdemar Psilander. Hun spillede typisk roller som prinsesse, grevinde, komtesse eller kunstnerinde.
I et interview med Berlingske Aftenavis på sin 50-års fødselsdag, udtalte Ebba Thomsen at:
| „ | ".. min virkeligt enestaaende Sukces beroede paa to Ting: for det første, at Psilander og jeg klædte hinanden helt igennem. Jeg var ganske vist lidt rigeligt høj til ham, men alligevel, vore Typer klædte hinanden, vore Bevægelser, vor Mimik, kort sagt, vi var det fødte "Filmspar". Dernæst har jeg fra min Far [..] arvet en bombesikker Sans for Klæder [..]. Jeg vidste altid aldeles nøjagtigt, hvordan hver en Klud skulde sidde paa mig, hvad enten det var et Fyrstinde-skrud med Zobel og Maar - eller en fattig Vaskekones Skrubbeforklæde". | “ |
|   | — Berlingske Aftenavis, 10. maj 1937 |   |

I 1915 giftede hun sig med den norske skuespiler Thorleif Brinch Lund. I 1917 forlod hun Nordisk Film og rejste med sin mand til Norge, hvor de drev et turnéselskab, dog uden synderlig succes. I 1920 vendte hun tilbage til Danmark og filmen, og indspillede en række film for Astra film med instruktør Fritz Magnussen. I 1924 indspillede hun to sidste film for Nordisk film og trak sig så tilbage fra filmen i 1925. I 1930 optrådte hun en sidste gang på Dagmarteatret.
I 1952 returnerede hun kortvarigt for at indspille sin eneste tonefilm; Husmandstøsen af Alice O'Fredericks. Da var hun 65 år. Hun døde den 18. december 1973, i en alder af 86 år, og er begravet på Gentofte Kirkegård.

## Filmografi
| - Den glade Løjtnant (Robert Dinesen, 1912) - Guvernørens Datter (August Blom, 1912) - Den sorte Kansler (August Blom, 1912) - Lynstraalen (Robert Dinesen, 1912) - Pro forma (ubekendt, 1912) - Strandingen i Vesterhavet (Eduard Schnedler-Sørensen, 1912) - Den Stærkeste (Eduard Schnedler-Sørensen, 1912) - Atlantis (August Blom, 1913) - Flugten gennem Luften (August Blom, 1913) - Pressens Magt (August Blom, 1913) - En Hofintrige (August Blom, 1913) - Strejken paa den gamle Fabrik (Robert Dinesen, 1913) - Fødselsdagsgaven (August Blom, 1913) - Hustruens Ret (Leo Tscherning, 1913) - Styrmandens sidste Fart (Eduard Schnedler-Sørensen, 1913) - Broder mod Broder (Robert Dinesen, 1913) - Døvstummelegatet (Robert Dinesen, 1913) - Guldmønten (August Blom, 1913) - Den tredie Magt (August Blom, 1913) - Under Blinkfyrets Straaler (Robert Dinesen, 1913) - Et Skud i Mørket (Eduard Schnedler-Sørensen, 1913) - Amors Krogveje (Robert Dinesen, 1914) - Et Kærlighedsoffer (Robert Dinesen, 1914) - Arbejdet adler (Robert Dinesen, 1914) - Den mystiske Fremmede (Holger-Madsen, 1914) | - Gar el Hama III (Robert Dinesen, 1914) - Mit Fædreland, min Kærlighed (Robert Dinesen, 1915) - For Lykke og Ære (Robert Dinesen, 1915) - I Farens Stund (Robert Dinesen, 1915) - En Skæbne (Robert Dinesen, 1915) - En Opstandelse (Holger-Madsen, 1915) - Den sidste Nat (Robert Dinesen, 1915) - Kvinden han frelste (Robert Dinesen, 1915) - Zigøjnerblod (Robert Dinesen, 1915) - Om Kap med Døden (Robert Dinesen, 1915) - 500 Kroner inden Lørdag (Holger-Madsen, 1915) - Den frelsende Film (Holger-Madsen, 1916) - Verdens undergang (August Blom, 1916) - Danserindens Hævn (Holger-Madsen, 1916) - Børnevennerne (Holger-Madsen, 1916) - Blandt Samfundets Fjender (Robert Dinesen, 1916) - Hendes Ungdomsforelskelse (Martinius Nielsen, 1916) - Lyset og Livet (Robert Dinesen, 1916) - En Skilsmisse (Martinius Nielsen, 1916) - Selskabsdamen (Martinius Nielsen, 1916) - Viljeløs Kærlighed (Hjalmar Davidsen, 1916) - Danserindens Kærlighedsdrøm (Holger-Madsen, 1916) - Det unge Blod (Holger-Madsen, 1916) - For sin Dreng (Robert Dinesen, Alexander Christian, 1916) - Det stjaalne Ansigt (Holger-Madsen, 1916) | - Hotel Paradis (Robert Dinesen, 1917) - Naar Hjertet sælges (Martinius Nielsen, 1917) - Krigens Fjende (Holger-Madsen, 1917) - Lydia (Holger-Madsen, 1918) - Mands Vilje (Robert Dinesen, 1918) - Lykketyven (Martinius Nielsen, 1918) - Hans Kæreste (Hjalmar Davidsen, 1918) - De skraa Brædder (Robert Dinesen, 1918) - Lykken (Holger-Madsen, 1918) - Dømmer ikke (Fritz Magnussen, 1918) - Gøglerbandens Adoptivdatter (Robert Dinesen, 1919) - Den Æreløse (Holger-Madsen, 1919) - En Skuespillers Kærlighed (Martinius Nielsen, 1920) - Scenens Børn (Fritz Magnussen, 1920) - Lykkeper (Fritz Magnussen, 1920) - Munkens Fristelser (Fritz Magnussen, 1921) - Hendes Fortid' (Fritz Magnussen, 1921) - Timeglasset (Fritz Magnussen, 1922) - Republikaneren (Martinius Nielsen, 1923) - Min Ven Privatdetektiven (A.W. Sandberg, 1924) - Det store Hjerte (August Blom, 1925) - Husmandstøsen (Alice O'Fredericks, 1952) |